# Lammassaari (ö i Södra Karelen, Villmanstrand, lat 61,12, long 27,75)
Lammassaari är en ö i Finland. Den ligger i sjön Kirventeenjärvi och i kommunen Klemis i den ekonomiska regionen  Villmanstrands ekonomiska region  och landskapet Södra Karelen, i den södra delen av landet, 180 km nordost om huvudstaden Helsingfors. Öns största längd är 100 meter i nord-sydlig riktning.